# Brian Koglin
Brian Koglin (Hamburg, 7 januari 1997) is een Duits voetballer die doorgaans speelt als verdediger. In de zomer van 2023 verruilde hij VVV-Venlo voor Roda JC Kerkrade.

## Clubcarrière
Koglin speelde in de jeugd van Bramfelder SV, TuS Berne, Eimsbütteler TV, Eintracht Norderstedt en FC St. Pauli. Bij die laatste club liet trainer Ewald Lienen hem op 25 oktober 2016 debuteren in de hoofdmacht, in een met 0-2 verloren bekerwedstrijd tegen Hertha BSC. Zes dagen later, op 31 oktober 2019, maakte hij er ook zijn competitiedebuut in een thuiswedstrijd tegen 1. FC Nürnberg (1-1). Onder Lienen's opvolgers Olaf Janßen, Markus Kauczinski en Jos Luhukay slaagde de verdediger er in de twee daaropvolgende seizoenen niet in om een basisplaats te veroveren. In de zomer van 2019 verkaste Koglin naar het naar de 3. Liga gedegradeerde 1. FC Magdeburg waar hij een tweejarig contract tekende.
Na afloop van die verbintenis werd Koglin voor eveneens twee jaar vastgelegd door VVV-Venlo, waar de Duitse verdediger werd herenigd met trainer Jos Luhukay. Bij zijn debuut namens de Venlose eerstedivisionist op 8 augustus 2021 was Koglin direct trefzeker. Tijdens een thuiswedstrijd tegen NAC Breda (2-2) scoorde hij rechtstreeks uit een vrije trap. Een maand later herhaalde hij hetzelfde kunststukje. In een thuiswedstrijd tegen FC Den Bosch (2-1) scoorde hij het winnende doelpunt, eveneens uit een vrije trap. Koglin ontwikkelde zich bij VVV tot een vaste waarde en werd door trainer Luhukay na de winterstop van het seizoen 2021/22 benoemd tot nieuwe aanvoerder als opvolger van Danny Post. Met ingang van het seizoen 2022/23 moest hij die aanvoerdersband na de komst van de nieuwe trainer Rick Kruys afstaan aan Sven Braken. Koglin was een van de tien spelers van wie VVV na afloop van het seizoen 2022/23 het contract niet verlengde. De transfervrije verdediger maakte vervolgens de overstap naar provinciegenoot Roda JC Kerkrade waar hij een tweejarig contract tekende. Na afloop van dat contract werd Koglin in juni 2025 voor twee jaar vastgelegd door Helmond Sport.

## Statistieken

### Beloften
| Seizoen                    | Club            | Competitie        | Competitie | Competitie | Overig | Overig | Totaal | Totaal |
| Seizoen                    | Club            | Competitie        | Wed.       | Dlp.       | Wed.   | Dlp.   | Wed.   | Dlp.   |
| -------------------------- | --------------- | ----------------- | ---------- | ---------- | ------ | ------ | ------ | ------ |
| 2015/16                    | FC St. Pauli II | Regionalliga Nord | 6          | 0          | —      | —      | 6      | 0      |
| 2016/17                    | FC St. Pauli II | Regionalliga Nord | 27         | 1          | —      | —      | 27     | 1      |
| 2017/18                    | FC St. Pauli II | Regionalliga Nord | 22         | 2          | —      | —      | 22     | 2      |
| 2018/19                    | FC St. Pauli II | Regionalliga Nord | 28         | 6          | —      | —      | 28     | 6      |
| Totaal beloften            | Totaal beloften | Totaal beloften   | 83         | 9          | 0      | 0      | 83     | 9      |
| Bijgewerkt op 26 juni 2021 |                 |                   |            |            |        |        |        |        |

### Senioren
| Seizoen                                | Club             | Competitie      | Competitie | Competitie | Beker | Beker | Overig1 | Overig1 | Totaal | Totaal |
| Seizoen                                | Club             | Competitie      | Wed.       | Dlp.       | Wed.  | Dlp.  | Wed.    | Dlp.    | Wed.   | Dlp.   |
| -------------------------------------- | ---------------- | --------------- | ---------- | ---------- | ----- | ----- | ------- | ------- | ------ | ------ |
| 2016/17                                | FC St. Pauli     | 2. Bundesliga   | 2          | 0          | 1     | 0     | —       | —       | 3      | 0      |
| 2017/18                                | FC St. Pauli     | 2. Bundesliga   | 2          | 0          | 0     | 0     | —       | —       | 2      | 0      |
| 2018/19                                | FC St. Pauli     | 2. Bundesliga   | 2          | 0          | 0     | 0     | —       | —       | 2      | 0      |
| 2019/20                                | 1. FC Magdeburg  | 3. Liga         | 28         | 0          | 0     | 0     | 3       | 1       | 31     | 1      |
| 2020/21                                | 1. FC Magdeburg  | 3. Liga         | 20         | 0          | 1     | 0     | 1       | 0       | 22     | 0      |
| 2021/22                                | VVV-Venlo        | Eerste divisie  | 35         | 4          | 1     | 0     | —       | —       | 36     | 4      |
| 2022/23                                | VVV-Venlo        | Eerste divisie  | 34         | 1          | 2     | 0     | 4       | 0       | 40     | 1      |
| 2023/24                                | Roda JC Kerkrade | Eerste divisie  | 25         | 1          | 1     | 0     | 2       | 1       | 28     | 2      |
| 2024/25                                | Roda JC Kerkrade | Eerste divisie  | 29         | 1          | 1     | 0     | —       | —       | 30     | 1      |
| 2025/26                                | Helmond Sport    | Eerste divisie  | 2          | 0          | 0     | 0     | —       | —       | 2      | 0      |
| Totaal senioren                        | Totaal senioren  | Totaal senioren | 179        | 7          | 7     | 0     | 10      | 2       | 196    | 9      |
| Carrièretotaal                         | Carrièretotaal   | Carrièretotaal  | 262        | 16         | 7     | 0     | 10      | 2       | 279    | 18     |
| Bijgewerkt tot en met 16 augustus 2025 |                  |                 |            |            |       |       |         |         |        |        |

1Overige officiële wedstrijden, te weten Sachsen-Anhalt-Pokal en play-off.